# Ezra (película)
Ezra es una película de comedia dramática estadounidense de 2023 dirigida por Tony Goldwyn y escrita por Tony Spiridakis. Está protagonizada por Bobby Cannavale, Rose Byrne, Vera Farmiga, Whoopi Goldberg, Rainn Wilson, Tony Goldwyn, William Fitzgerald y Robert De Niro.
La película se estrenó en el Festival Internacional de Cine de Toronto el 9 de septiembre de 2023. Fue estrenada en cines el 31 de mayo de 2024.

## Sinopsis
Max Brandel, un comediante que vive con su padre, Stan, lucha por ser padre de su hijo autista, Ezra junto a su exesposa, Jenna. Cuando se enfrentan a decisiones difíciles sobre el futuro de su hijo, Max y Ezra emprenden un viaje por carretera a través del país.

## Reparto
- Bobby Cannavale como Max Brandel[2]
- William Fitzgerald como Ezra Brandel[3]
- Robert De Niro como Stan Brandel[2]
- Rose Byrne como Jenna[3]
- Vera Farmiga[3] como Grace
- Whoopi Goldberg[3] como Jane
- Rainn Wilson[3] como Nick
- Tony Goldwyn como Bruce
- Geoffrey Owens como Robert Segal
- Alex Plank como Dr. Kaplan[4][5]
- Matilda Lawler como Ruby

## Producción
El escritor Tony Spiridakis comenzó el guion muchos años antes de realizar la película. Se inspiró para escribir una película similar a su relación con su propio hijo autista y la disolución de su matrimonio durante la adolescencia de su hijo. Dice que es el resultado final de darse cuenta de que no necesitaba "arreglar" el autismo de su hijo. Spiridakis le pidió frecuentemente a su buen amigo, el actor Tony Goldwyn, que leyera borradores a lo largo de los años. Después de reelaborar el guion hasta convertirlo la versión final, Goldwyn lo leyó y pidió dirigir la película.
La película se anunció originalmente en mayo de 2022, bajo el título Inappropriate Behavior. La fotografía principal se realizó en Westwood, Nueva Jersey y Ciudad de Jersey en septiembre de 2022. Los creadores de la película comenzaron el proceso de casting sabiendo que querían un actor autista para el papel principal. William Fitzgerald envió una cinta porque quería iniciar un canal de YouTube y pensó que le daría experiencia. El joven de 15 años acabó consiguiendo el papel principal.
Robert De Niro finalmente aceptó el papel, diciendo que la película le resonaba porque uno de sus siete hijos es autista. Goldwyn le pidió directamente a Whoopi Goldberg que se uniera a la película, y ella aceptó incluso antes de leer el guion.
La película también contó con varios miembros del equipo autistas en el set para garantizar su autenticidad. Otros miembros del elenco tenían familiares con autismo. A lo largo de la producción, los creadores presentaron diferentes versiones a la comunidad autista para recibir comentarios.

## Estreno
Ezra tuvo su estreno mundial en el Festival Internacional de Cine de Toronto el 9 de septiembre de 2023. En noviembre de 2023, Bleecker Street adquirió los derechos de distribución de la película. La película fue estrenada en cines de Estados Unidos el 31 de mayo de 2024.